# Панамериканский чемпионат по дзюдо 1976
Панамериканский чемпионат по дзюдо 1976 года прошёл в городе Маракайбо (Венесуэла) 23-25 апреля под эгидой Панамериканского союза дзюдо. Чемпионат был десятым по счёту. Успешнее других выступили представители Бразилии, которые завоевали 3 золотые медали, 1 серебряную и 4 бронзовые. Соревнования проводились только среди мужчин.

## Медалисты
| Категория            | Золото                     | Серебро                        | Бронза                                                  |
| -------------------- | -------------------------- | ------------------------------ | ------------------------------------------------------- |
| до 63 кг             | Жерардо Валеджо · Мексика  | Энрике дель Валле · Эквадор    | Мауро Хунквейра · Бразилия Анельсон Гуэрра · Бразилия   |
| до 70 кг             | Роберто Мачуссо · Бразилия | Рэни Сумида · США              | Андрес Пуэнтес · Мексика Рауль Фуллон · Мексика         |
| до 80 кг             | Клайд Уортен · США         | Карлос Сантос Мотта · Бразилия | Серхио Урибе · Мексика Уолтер Хубер · Венесуэла         |
| до 95 кг             | Карлос Пачецо · Бразилия   | Лео Уайт · США                 | —                                                       |
| свыше 95 кг          | Освальдо Огава · Бразилия  | Джон Сэйлор · США              | Мигуэль Россель · Венесуэла                             |
| Абсолютная категория | Лео Уайт · США             | Джон Сэйлор · США              | Карлос Эдуардо Мотта · Бразилия Хатиро Огава · Бразилия |

## Медальный зачёт
*   Принимающая страна (Венесуэла)
| Место          | Страна         | Золото | Серебро | Бронза | Всего |
| -------------- | -------------- | ------ | ------- | ------ | ----- |
| 1              | Бразилия       | 3      | 1       | 4      | 8     |
| 2              | США            | 2      | 4       | 0      | 6     |
| 3              | Мексика        | 1      | 0       | 3      | 4     |
| 4              | Эквадор        | 0      | 1       | 0      | 1     |
| 5              | Венесуэла*     | 0      | 0       | 2      | 2     |
| Всего стран: 5 | Всего стран: 5 | 6      | 6       | 9      | 21    |